# Аврора (кинотеатр, Ижевск)
Кинотеатр «Аврора» — двухзальный кинотеатр в Ижевске, построенный в конце 1980-х годов в городке Металлургов на месте старого деревянного кинотеатра. С 2010 года не функционирует, передано под розничную торговлю; властями города и республики обсуждаются варианты переоборудования здания под спортивные или развлекательные учреждения.

## История
В конце 1970-х годов в городе Металлургов Ижевска было принято решение о сносе деревянного кинотеатра, а спустя некоторое время, в 1980-х годах, на его месте было построено новое здание кинотеатра. В соответствии с Постановлением Исполнительного комитета Устиновского (Ижевского) городского Совета народных депутатов № 120 от 21 мая 1987 года, по результатам голосования жителей микрорайона, новому кинотеатру в городке Металлургов было присвоено имя «Аврора».
К 2010 году в кинотеатре демонстрировались лишь фильмы, которые уже были сняты с проката, после чего его деятельность была прекращена, а здание передано под розничную торговлю.

## Интересные факты
- До 2021 года конечная остановка ижевского трамвая в городке Металлургов носила название «Кинотеатр „Аврора“»[3] (ныне «Сквер Металлургов»).